# Eudihammus
Eudihammus is een kevergeslacht uit de familie van de boktorren (Cerambycidae). De wetenschappelijke naam van het geslacht werd voor het eerst geldig gepubliceerd in 1944 door Breuning.

## Soorten
Eudihammus is monotypisch en omvat slechts de volgende soort:
- Eudihammus granulatus (Gahan, 1906)